# 広内信号場

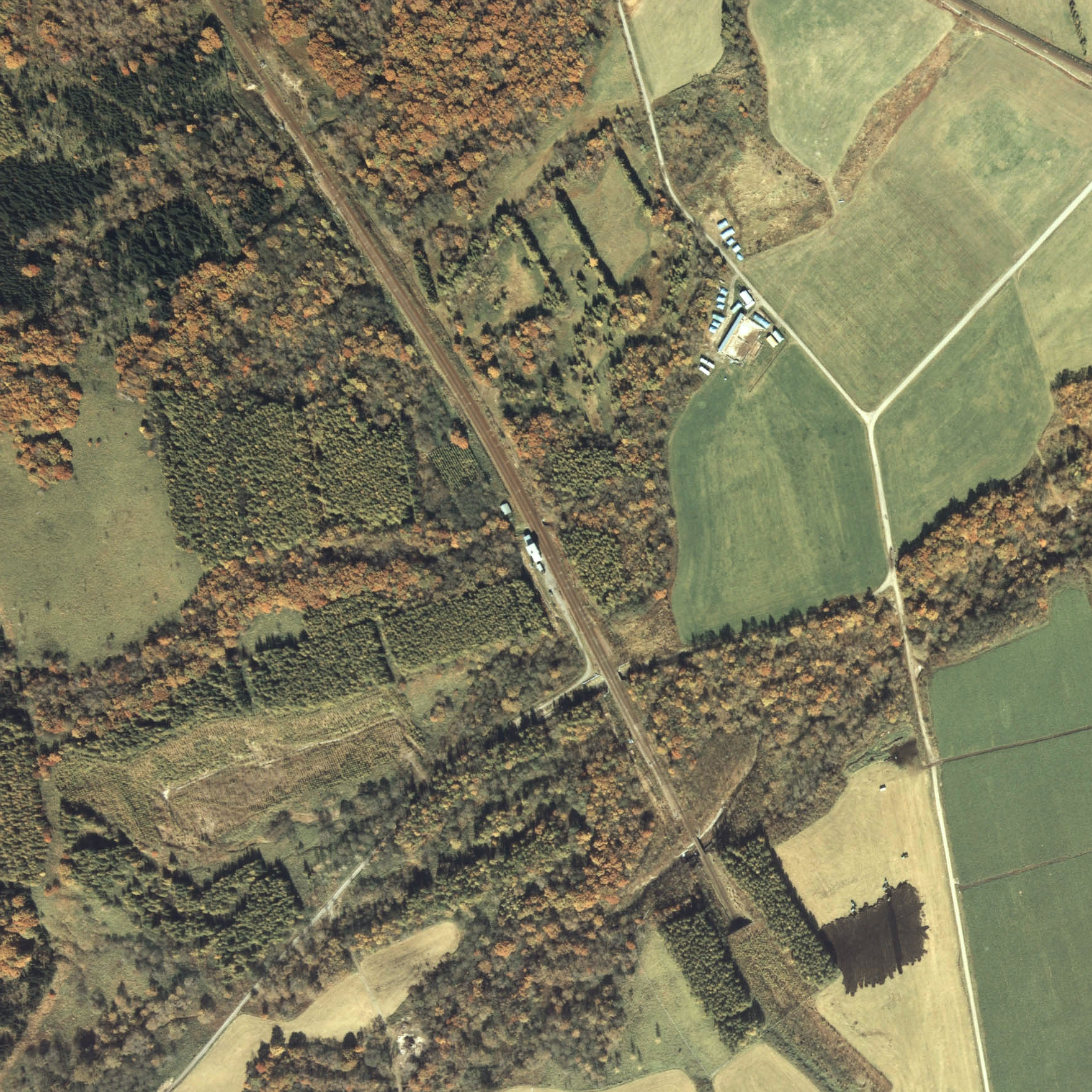
1977年の広内信号場の周囲約1km範囲。右下が新得方面だが、この先で200度以上のR500の大カーブを描いて右上へと向かう。右上にその軌道が見える。

広内信号場（ひろうちしんごうじょう）は、北海道上川郡新得町字新得にある北海道旅客鉄道（JR北海道）石勝線の信号場である。電報略号はウチ。事務管理コードは▲110461。

## 歴史

### 年表
- 1966年（昭和41年）9月30日：根室本線落合駅 - 新得駅間の新線付け替えに伴って新設[1]。当信号場に係員を配置し、上落合信号場 -  西新特信号場間をCTC-2型により当信号場より集中制御[4][5]。
- 1971年（昭和46年）5月1日：根室本線CTC-4型を上落合信号場 -  昭栄信号場間に導入、当信号場含めて釧路CTCセンターからの制御となり無人化[4]。
- 1981年（昭和56年）10月1日：石勝線開通。
- 1987年（昭和62年）4月1日：国鉄分割民営化によりJR北海道に継承[1]。
- 1994年（平成6年）
  - 2月22日：当信号場 - 西新得信号場間で特急おおぞらが強風にあおられて転覆する事故(特急おおぞら脱線転覆事故)が発生。
  - 同年度：石勝線・根室線高速化工事に伴い同年度に分岐器を弾性分岐器に交換[6]。
- 2024年（令和6年）4月1日：根室本線富良野駅 - 新得駅間の廃止に伴い、上落合信号場 - 新得駅間が石勝線の単独区間となり、根室本線の信号場として廃止[7][8]。

### 信号場名の由来
地名より。1899年（明治32年）に同地の広内豊美の農場に高知県人が入植したことによる。

## 構造
両側の分岐機をシェルターで覆った3線の信号場で、交換および上下列車とも追抜きが可能である。一線スルー化はされておらず、建物と反対側の3番線が下り本線、2番線が上り本線で、1番線が上下待避線となっている。
|  |  |

## 周辺
新得町西部のΩ線の途中にある。
- 道東自動車道
- 北海道立総合研究機構農業研究本部畜産試験場

## 隣の駅
北海道旅客鉄道（JR北海道）
■石勝線
トマム駅 (K22) - （串内信号場） - （上落合信号場） - （新狩勝信号場） - （広内信号場） - （西新得信号場） - 新得駅 (K23)